# Ericssonmotor

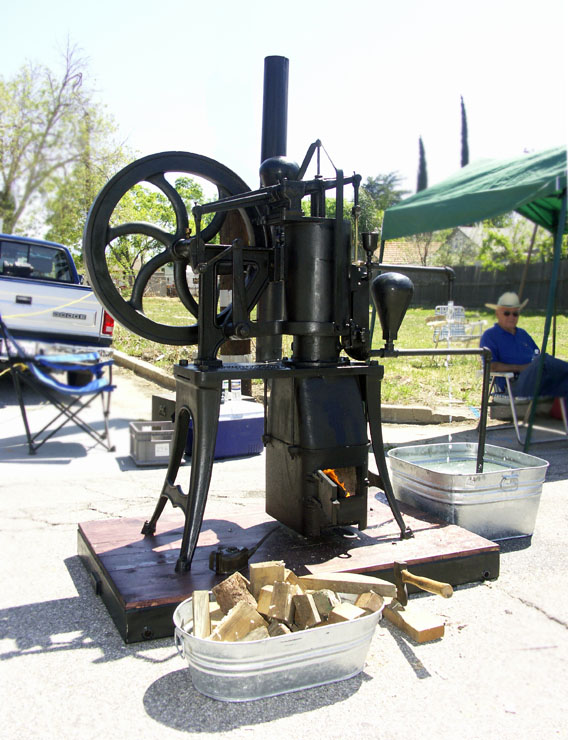
Ericssonmotor zum Pumpen von Wasser

Der Ericssonmotor ist eine von John Ericsson entwickelte Wärmekraftmaschine mit äußerer Verbrennung, ein Heißluftmotor ähnlich dem Stirlingmotor. Der thermodynamische Kreisprozess des Ericssonmotors ist der Ericsson-Kreisprozess.
Der Ericssonmotor wurde im 19. und frühen 20. Jahrhundert zum Antrieb von Pumpen verwendet. Hersteller waren DeLameter Iron Works und die Rider-Ericsson Engine Company.
Eine moderne Anwendung für Ericssonmotoren ist die regenerative Energieerzeugung, wo die Beheizung des Motors sowohl mittels Solarwärme als auch mittels Biomasse erfolgen kann.

## Funktionsweise
Die Wärmezufuhr zum Gas unterhalb des Kolbens wird bei der Aufwärtsbewegung des Kolbens in mechanische Arbeit umgesetzt. Oben wird Luft heraus gedrückt und über den Drucktank links und das Ventil unten links durch den Regenerator geschickt. Wenn sich der Kolben wieder senkt, wird diese Luft  bei konstantem Druck unter Wärmeabgabe im Regenerator durch das dann umschaltende Ventil unten links heraus gedrückt. Über dem Kolben wird kalte Luft angesaugt.

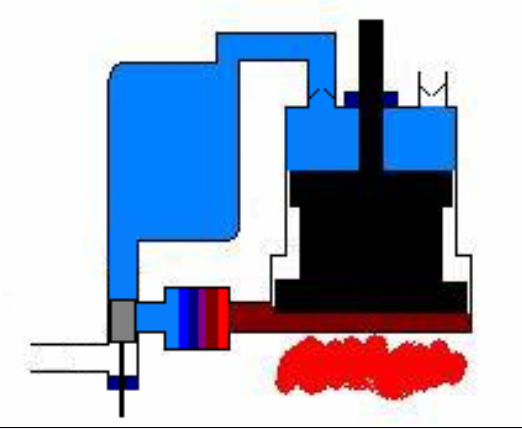
Prinzip